# 악마섬

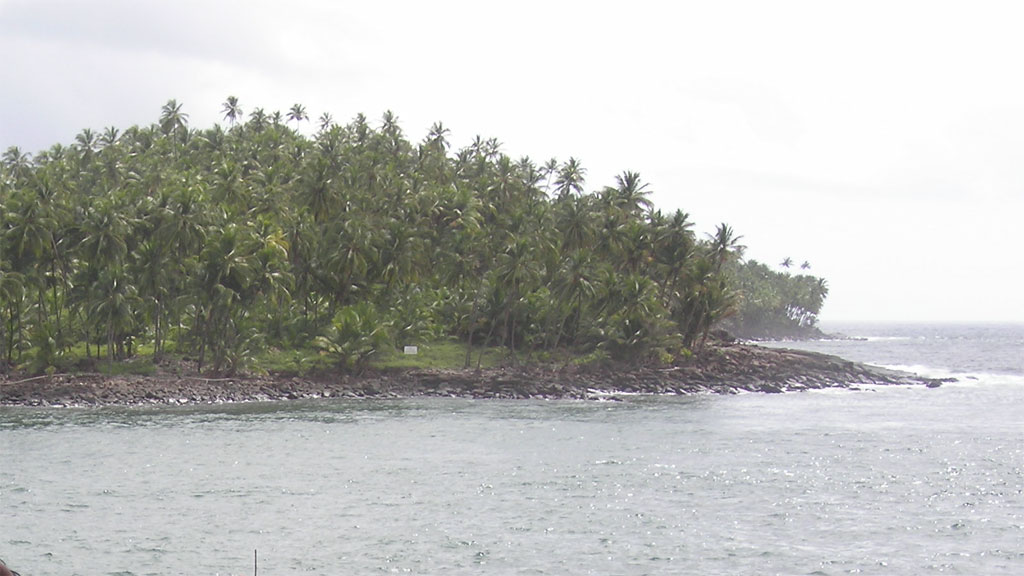
악마섬

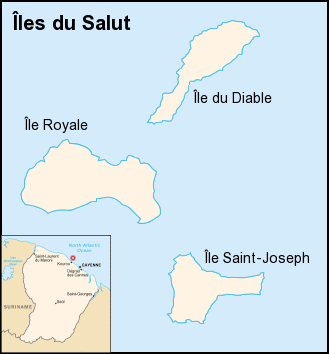
프랑스령 기아나 최북단에 위치한 ‘악마섬’의 위치

악마섬(프랑스어: Île du Diable 일 뒤 디아블[*])은 남아메리카 프랑스령 기아나 해안으로부터 대략 6km 정도 떨어진 곳에 위치한 세 개의 일레 뒤 살뤼(Îles du Salut) 중 가장 작은 섬이자 최북단의 섬이다. 섬은 14 헥타르의 면적을 갖고 있다. 악마섬은 1852년에 프랑스 령으로 됨에 따라 1862년부터 1952년까지 프랑스령 기아나의 악명높은 프랑스의 해외 유형지(penal colony)의 작은 일부였다. 1973년에 개봉된 미국의 영화 《빠삐용》의 배경이 된 곳이기도 하다.
1894년 12월 유대인 출신 프랑스 포병대위 드레퓌스가 간첩혐의로 유죄를 선고받았는데, 1895년 2월 21일에 그는 성 나자렛 호에 태워져 종신 유배형을 살기위해 이곳을 향해 출발하였다. 1898년 1월 13일 에밀 졸라가 '나는 고발한다'는 글을 신문에 기고한후 드레퓌스가 누명을 쓰고 억울한 옥살이를 하고 있다는 사실이 알려지면서 여론이 들끓었다. 커다란 사회문제가 되면서 정치적 스캔들화 되자 1899년 6월 재심 진행이 결정되었다. 같은달 10일에 드레퓌스는 순양함 스펙스호를 타고 악마섬을 출발하여 6월 30일에 프랑스에 도착하였다. 이로써 드레퓌스의 악마섬 유배생활은 약 4년 3개월만에 종료되었다. 드레퓌스는 1899년 9월 19일에 대통령 특사로 석방된다.

## 같이 보기
- 르네 벨브노와 (빠삐용의 모델)
- 빠삐용 (소설)
- 빠삐용 (1973년 영화)